# プロレタリア文学
プロレタリア文学（プロレタリアぶんがく）とは、1920年代から1930年代前半にかけて流行した文学で、虐げられた労働者の直面する厳しい現実を描いたものである。

## 日本国のプロレタリア文学

### 歴史
プロレタリア文学の先駆として、1910年代後半から、のちに〈大正労働文学〉という位置づけをされる、現場での労働体験をもつ一群の作家たちが現れた。宮島資夫の『坑夫』、宮地嘉六の『放浪者富蔵』らが代表的である。ほかにも、軍隊経験を書いた作品など、いわゆる〈大正デモクラシー〉の流れとも関連したこれらの作品が、その後のプロレタリア文学に関係したのであった。
多方、ある程度の教育を受けた知識階層からも、労働者の現状などを文学で表現しようとするものも現れる。小牧近江・金子洋文たちは、雑誌『種蒔く人』を発刊し、社会の現状の改革と結びついた文学を試みた。1923年の関東大震災に際してのさまざまな悲劇を記録した『種蒔き雑記』は、かれらの手による記録として高く評価されている。

#### 運動としての展開
1924年、雑誌『文芸戦線』が創刊された。これは、新しいプロレタリア文学の中心的な雑誌となった。平林初之輔や青野季吉が、理論的な面での論陣をはった。特に青野の〈「調べた」芸術〉の提唱は、作家たちの創作意欲を高めた。葉山嘉樹が「淫売婦」を、黒島伝治が「豚群」を書くなど、新しい作家たちも登場した。
しかし、それと同時に、政治運動の流れに影響される傾向もあらわれた。特に、この時期に社会民主主義系と共産主義系との対立が政治分野であらわれたことが、プロレタリア文学の陣営のなかに対立を呼び起こすことにもなった。1927年には「労農芸術家連盟（労芸）」（葉山嘉樹など）、「日本プロレタリア芸術連盟（プロ芸）」（中野重治など）、「前衛芸術家同盟（前芸）」（蔵原惟人など）の三つの団体が分立する状態であった。
1928年に、蔵原はこうした事態を打開しようと、既存の組織はそのままにしての連合体結成を呼びかけた。それに応えて、3月13日に、日本左翼文芸家総連合が結成された。しかし、この呼びかけに対して、『文芸戦線』に拠っていた「労芸」のグループは積極的な参加の意思表示をしなかった。それが、その直後の、三・一五事件の弾圧を契機とした「プロ芸」と「前芸」との組織合同に、「労芸」が冷淡な態度をとりつづけたことともつながっていく。
1928年3月、「プロ芸」と「前芸」は、組織的にも合同して、新たに全日本無産者芸術連盟(Nippona Artista Proleta Federacio、NAPF、ナップ)を結成した。ナップは『戦旗』を機関誌にした。ナップが権威をもったのは、小林多喜二と徳永直という、二人の新進作家によるところが大きい。多喜二は「一九二八年三月十五日」「蟹工船」と立て続けに中篇小説を、直は長編「太陽のない街」を連載し、『戦旗』をプロレタリア文学の代表的な雑誌とした。そのため、黒島伝治のように『文芸戦線』派からも『戦旗』に変わっていくものもあらわれたし、ソ連から帰国した中条百合子や、芥川龍之介を論じた「『敗北』の文学」で『改造』の文芸評論に入選した宮本顕治などの書き手も、作家同盟に参加していった。『戦旗』では、文学を社会運動の場にひろげるために、〈壁小説〉という、工場の壁に貼ったり、ビラにして配布できる掌編小説の形式を提唱もした。
この時期には、『文芸戦線』のほうも、岩藤雪夫や伊藤永之介のような、堅実な作家たちが活躍したが、代作事件を起こすような親分子分の関係が強く、それが『戦旗』ほどの評判を呼ばない一因でもあった。
1930年にひそかにソ連に渡航し、プロフィンテルンの会議に参加した蔵原は、帰国後の1931年、文学組織の大衆化を提唱した。これは、工場や農村に文学サークルを組織し、そこを新しい書き手や読者の供給源にしようとしたものだった。弾圧の予想される中で、そうした組織化への批判もあったが、あたらしく、日本プロレタリア文化連盟（Federacio de Proletaj Kultur Organizoj Japanaj、KOPF、コップ）が結成された（1931年11月）。文学だけでなく、ほかの芸術ジャンルの組織もつくられた。

#### 他ジャンルとの交流
日本のプロレタリア文学運動の特色として、他の文化芸術ジャンルとの交流があげられる。とくに、演劇の分野では、村山知義・佐々木孝丸たちを中心にした、プロレタリア演劇との交流が盛んで、「蟹工船」や「太陽のない街」なども演劇化された。演劇人たちは劇団東京左翼劇場を中心に活動した。
映画の分野でも、日本プロレタリア映画同盟（プロキノ）が結成され、交流が深まった。
美術の部門では、日本プロレタリア美術家同盟（ヤップ）が結成され、岡本唐貴や柳瀬正夢たちが活躍した。
1931年の〈コップ〉成立には、こうした各ジャンルでの運動の発展が基盤にあった。

#### 弾圧の時代
社会変革の考えをもつ作家は、それぞれの立場から様々な作品を発表したが、治安維持法と特別高等警察による社会主義、共産主義的思想の弾圧は年々厳しくなっていく。1933年2月20日に小林多喜二が築地警察署で獄死し、共産党員が続々と〈転向〉する中、プロレタリア文学も徐々に衰退していった。すでに1932年に「労芸」は解散し、1934年2月には、コップのなかの文学組織であった日本プロレタリア作家同盟（ナルプ）も解散を表明した。
その中で、個々の作家は、林房雄のようにプロレタリア文学の立場自体を放棄するもの、中野重治のように〈転向作家〉として作品を書いていくもの、宮本百合子のように社会変革の立場を保持し続けるもの、のようなさまざまな対応をしながら、戦時下の時代に対処していった。しかし、戦争が全面的に展開される時期になると、時流を批判する作品はほとんど発表できない状態となった。
この時期の活動を受けて、戦後プロレタリア文学運動にかかわった者の多くは、再び社会進歩をめざす文学を希求し、民主主義文学運動を旗に掲げだすこととなった。

### 名称について
ところで、プロレタリアとは、賃金労働者階級、無産者階級を指す言葉である(プロレタリアート)。とすると、プロレタリア文学とは、労働者階級の文学と訳せることになるのだが、日本では、東京帝国大学出身であり父親も知識層に属している中野重治もプロレタリア文学の担い手として認められているように、社会主義、共産主義的な革命的立場から描いた文学をさし、書き手の出身階級は問題にしていない。（外国では、そのような作品には革命文学という呼び名を与えている）そこには、戦前の出版の弾圧が、『革命』などのことばをそのままの形で表現できないという事情があったからだと、小田切秀雄は『座談会　昭和文学史』（集英社）のなかで語っている。革命文学という名称は、戦後になって、占領軍による言論弾圧（黒島伝治の『武装せる市街』はGHQによって出版を禁止された）の時代には使えなかったが、その後使えるようになり、1960年代には〈世界革命文学選〉というシリーズも出版された。

### プロレタリア雑誌
- 『種蒔く人』
- 『文芸戦線』
- 『戦旗』

### プロレタリア作家・評論家
Category:プロレタリア文学も参照のこと
- 藤森成吉(1892-1977)
- 葉山嘉樹(1894-1945)
- 黒島伝治(1898-1943)
- 徳永直(1899-1958)
- 鹿地亘(1903-1982)
- 松田解子(1905-2004)
- 平林たい子(1905-1972)

日本共産党員（プロレタリア文学運動時代）
- タカクラ・テル(1891-1986)
- 宮本百合子(1899-1951)
- 谷口善太郎(1899-1974)
- 中野重治(1902-1979)
- 蔵原惟人(1902-1991)
- 小林多喜二(1903-1933)
- 窪川鶴次郎(1903-1974)
- 佐多稲子(1904-1998)
- 本庄陸男(1905-1939)
- 梅川文男(1906-1968)
- 宮本顕治(1908-2007)

### プロレタリア文芸連盟
- 日本プロレタリア文芸連盟（プロ連）
- 全日本無産者芸術連盟
- 日本プロレタリア作家同盟（ナルプ）

## アメリカ合衆国のプロレタリア文学
アメリカ合衆国でも大恐慌を背景に1930年代に社会意識の強いプロレタリア小説が多く書かれたが、これらは次の時代にはあまり顧みられなくなっていった。しかし、マイケル・ゴールドの『金のないユダヤ人』（1930年）、ジャック・コンロイの『文無しラリー』（1933年）、ジェイムズ・T・ファレルの『スタッズ・ロニガン』3部作（1932-35年）など後世に読み継がれた作品もある。
またジョン・スタインベックの1930年代の作品は自然主義的と評されているが、同時代の作品の中でも『怒りの葡萄』はプロレタリア文学として位置づけられることがある。ただこの『怒りの葡萄』は商業主義の実態というプロレタリア文学の性格だけでなく、オクラホマの農民がカリフォルニアへ移住を目指す姿を旧約聖書の『出エジプト記』に重ねることで神話的要素を加味した叙事詩として構成されている点に特徴がある。